# Јополо Ђанкаксио
Јополо Ђанкаксио (итал. Joppolo Giancaxio) је насеље у Италији у округу Агриђенто, региону Сицилија.
Према процени из 2011. у насељу је живело 1001 становника. Насеље се налази на надморској висини од 269 м.

## Географија
| Клима (Јополо Ђанкаксио) | Клима (Јополо Ђанкаксио) | Клима (Јополо Ђанкаксио) | Клима (Јополо Ђанкаксио) | Клима (Јополо Ђанкаксио) | Клима (Јополо Ђанкаксио) | Клима (Јополо Ђанкаксио) | Клима (Јополо Ђанкаксио) | Клима (Јополо Ђанкаксио) | Клима (Јополо Ђанкаксио) | Клима (Јополо Ђанкаксио) | Клима (Јополо Ђанкаксио) | Клима (Јополо Ђанкаксио) | Клима (Јополо Ђанкаксио) |
| Показатељ \ Месец        | .Јан.                    | .Феб.                    | .Мар.                    | .Апр.                    | .Мај.                    | .Јун.                    | .Јул.                    | .Авг.                    | .Сеп.                    | .Окт.                    | .Нов.                    | .Дец.                    | .Год.                    |
| ------------------------ | ------------------------ | ------------------------ | ------------------------ | ------------------------ | ------------------------ | ------------------------ | ------------------------ | ------------------------ | ------------------------ | ------------------------ | ------------------------ | ------------------------ | ------------------------ |
| Средњи максимум, °C (°F) | 10,1 (50,2)              | 11,3 (52,3)              | 13,6 (56,5)              | 16,4 (61,5)              | 22,4 (72,3)              | 27,8 (82)                | 31,4 (88,5)              | 31,8 (89,2)              | 26,9 (80,4)              | 20,9 (69,6)              | 15,7 (60,3)              | 11,4 (52,5)              | 31,8 (89,2)              |
| Средњи минимум, °C (°F)  | 3,5 (38,3)               | 3,6 (38,5)               | 5,2 (41,4)               | 6,8 (44,2)               | 10,8 (51,4)              | 14,7 (58,5)              | 17,3 (63,1)              | 17,6 (63,7)              | 15,0 (59)                | 11,5 (52,7)              | 8,2 (46,8)               | 5,3 (41,5)               | 3,5 (38,3)               |
| [ тражи се извор ]       |                          |                          |                          |                          |                          |                          |                          |                          |                          |                          |                          |                          |                          |

## Становништво
| 1931. | 1936. | 1951. | 1961. | 1971. | 1981. | 1991. | 2001. | 2011. |
| ----- | ----- | ----- | ----- | ----- | ----- | ----- | ----- | ----- |
| 2.264 | 2.103 | 2.439 | 1.947 | 1.504 | 1.298 | 1.460 | 1.286 | 1.210 |